# Серенгети-парк
Серенгети-парк (нем. Serengeti-Park) в Ходенхагене, Нижняя Саксония — это зоопарк, сафари-парк и парк развлечений в северной Германии.

## История

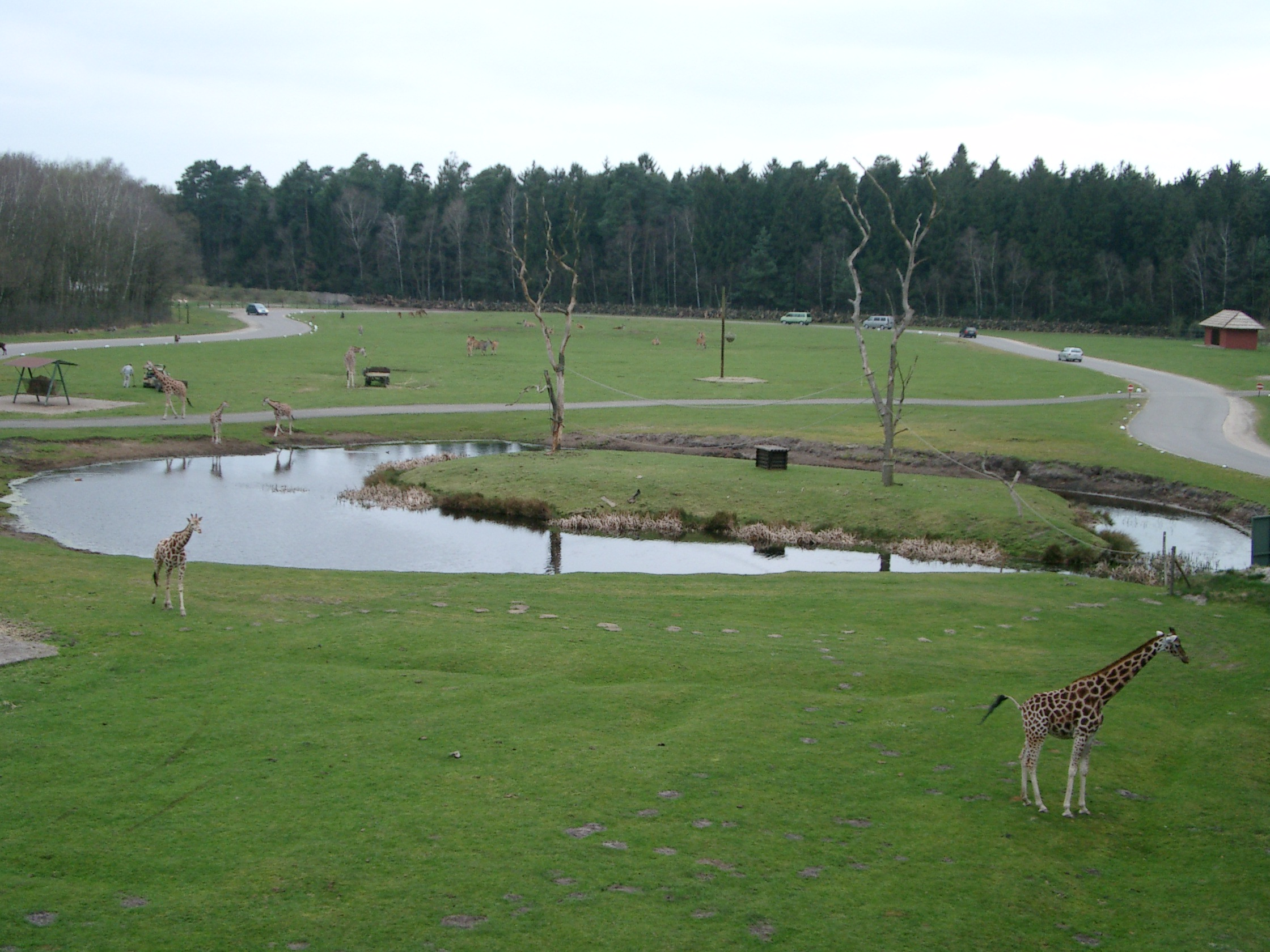
Африканская секция «Мира животных»

В 1972 году 13-й герцог Бедфорд и его американские партнёры разработали план по созданию семи сафари-парков, включая один в Ходенхагене. Инвестиции составили 20 млн немецких марок. Открытие Серенгети-парка состоялось два года спустя. В 1983 году он был значительно расширен — к основной зоне, называемой «Мир животных», добавились «Мир обезьян», «Мир воды» и «Мир досуга». В 1996 году Серенгети-парк стал первым европейским учреждением, которому удалось вырастить и выпустить в дикую природу белого носорога. Осенью 2012 года на территории Серенгети-парка появилось потомство у редких белых львов и белых тигров. В 2013 году в Серенгети-парке поселился капуцин по кличке Малли, оставленный канадским певцом Джастином Бибером.

## Представления
В Серенгети-парке ежедневно проводятся четыре представления:
- Кормление обезьян в заповеднике Амбосели («Мир обезьян»)
- Африканское магическое шоу («Мир воды»)
- Шоу Панча и Джуди («Мир воды»)
- Водное шоу Замбези («Мир досуга»)

## Размещение
С 2007 года Серенгети-парк предоставляет возможность остановиться в собственных гостиничных коттеджах. В наличии имеется 80 домиков на 300 человек, а также конференц-зал вместимостью 200 человек.